# 忽那重義
忽那 重義（くつな しげよし）は、鎌倉時代後期から南北朝時代の武将。

## 経歴
忽那氏は代々伊予国忽那諸島を本拠とした水軍。元弘元年（1331年）元弘の乱では従来の河野氏への従属を改め、伊予の土居・得能氏と連携した。子の重清と義範を喜多郡根来城に派遣しこれを攻略、更に久米郡星ノ岡にて長門探題の北条時直を討つ。のち一連の軍功により正慶2年/元弘3年（1333年）4月、後醍醐天皇の綸旨を受け左少弁に叙せられる。以後は興国年間（1340-1346年）に至るまで南朝方に属し活躍するが、暦応2年/延元4年（1339年）征西将軍懐良親王が九州下向の途上で忽那島へ来島すると子の義範と共にこれを援助した。